# Taina tretei planeti
Misterul din a treia planetă (titlu original: Тайна третьей планеты, Taina tretei planeti) este un film sovietic din 1981 regizat de Roman Kachanov. Este creat în genurile științifico-fantastic, animație tradițională.   Scenariul este scris de Kir Bulîciov pe baza povestirii Călătoria Alisei - «Путешествие Алисы» («Алиса и три капитана») din seria de cărți cu Alisa Selezneva.
A fost transmis pe TVR 2 ca Misterul din a treia planetă.